# Kamil Pokorný
Kamil Pokorný (* 6. května 1967, Jihlava) je bývalý český hokejový útočník a současný trenér. Od června 2024 působí jako hlavní trenér extraligového klubu HC Kometa Brno. V minulosti dlouhodobě působil v klubu SK Horácká Slavia Třebíč jako hráč, trenér i sportovní manažer.

## Hráčská kariéra
Kamil Pokorný strávil celou svou hráčskou kariéru v týmu SK Horácká Slavia Třebíč, kde působil na pozici obránce. V klubu hrál v letech 1989 až 1996, převážně ve druhé nejvyšší soutěži. V sezóně 1995/96 byl kapitánem mužstva.

## Klubová statistika
| Sezóna    | Tým                      | Soutěž     | Pozice  |
| --------- | ------------------------ | ---------- | ------- |
| 1989–1990 | SK Horácká Slavia Třebíč | 2. liga ČR | Útočník |
| 1990–1991 | SK Horácká Slavia Třebíč | 2. liga ČR | Útočník |
| 1991–1992 | SK Horácká Slavia Třebíč | 2. liga ČR | Útočník |
| 1992–1993 | SK Horácká Slavia Třebíč | 2. liga ČR | Útočník |
| 1993–1994 | SK Horácká Slavia Třebíč | 2. liga ČR | Útočník |
| 1994–1995 | SK Horácká Slavia Třebíč | 1. liga ČR | Útočník |
| 1995–1996 | SK Horácká Slavia Třebíč | 1. liga ČR | Útočník |

Statistiky jako góly, asistence nebo zápasy nejsou veřejně dostupné.

## Trenérská kariéra
Po konci hráčské kariéry zůstal Pokorný věrný hokeji a začal trénovat. V Třebíči působil jako trenér mládeže, poté jako asistent trenéra, hlavní trenér a také sportovní manažer. Mezi lety 1996 a 2015 vystřídal v klubu různé role.
Od roku 2015 působil jako asistent trenéra v týmu HC Kometa Brno, se kterým vyhrál dva extraligové tituly (2016/17, 2017/18). V roce 2020 krátce zastával post hlavního trenéra, než se vrátil k asistentské roli. V letech 2021–2024 trénoval opět Třebíč, tentokrát v Chance lize. V červnu 2024 se stal hlavním trenérem HC Kometa Brno.
Dne 29. dubna 2025 s klubem HC Kometa Brno vyhrál titul Extraligy ledního hokeje.

## Osobní život
Pokorného dcera Vendula tragicky zemřela v srpnu 2004 v Gulf Shores ve státě Alabama, kde byla po maturitě na brigádě. Když se vracela z práce domů. srazil ji autem Terry Dewayne Rodgers a z místa činu odjel bez poskytnutí pomoci. Dopaden byl po dvou dnech. Při nočním výslechu se k činu přiznal.
V únoru 2011 jej soud poslal za zabití a neposkytnutí pomoci na pět let do vězení. V prosinci téhož roku podal žádost o podmínečné propuštění, které bylo soudem zamítnuto.
Získaný extraligový titul s klubem HC Kometa Brno věnoval své zesnulé dceři.